# 飯田俊徳
飯田 俊徳（いいだ としのり、1847年8月5日（弘化4年6月25日） - 1923年（大正12年）8月27日）は、日本の鉄道の父といわれる井上勝らと共に、日本の鉄道敷設に努めた明治時代の官僚、技術者である。山口県萩市出身。元長州藩士。

## 概要
萩藩大組飯田家の子として生まれた。はじめは吉次郎といった。
藩校明倫館に学んだ後、吉田松陰・大村益次郎らに師事する。1864年、高杉晋作率いる奇兵隊にも所属していた。
1867年（慶応3年）12月、藩命で長崎・米国・オランダへ留学した（この時飯田と共に派遣されたのが、松下村塾時代の同期生でもあった渡辺蒿蔵）。帰国後、工部省鉄道局に入局。
1877年（明治10年）、大阪停車場(現大阪駅)構内にて日本最初の鉄道技術者養成機関として設立された工技生養成所で教鞭を執り、多くの日本人技術者らを育て上げる。
翌年、東海道本線京都・大津間にて逢坂山トンネル建設の総監督を務め、2年後完成させた。これは、日本人のみの手で施工されたものとしては最初のトンネルである。
その後も、東海道本線をはじめとする東海地方・関西地方の数々の鉄道敷設を主導し、1890年（明治23年）には鉄道庁部長となるが、3年後鉄道国有化問題で退職。
晩年は長男新の住んでいた愛知県豊橋市に隠居し、そこで没した。

## 略歴
- 1847年、長門国萩松本村（現萩市椿東椎原）にて、長州藩士飯田平太の子として生まれる。
- 1857年9月、松下村塾に入門。
- 同年、父の死により家督を継ぐ。
- 1859年5月24日、松陰より留別の辞を送られ、『送別詩歌集』に名を載せられた。
- 1863年、山口の普門寺・観音堂で蘭学塾を開いていた大村益次郎に蘭学・洋式兵学を学ぶ。
- 同年、奇兵隊で滝弥太郎と二中隊を引率して豊前田ノ浦へ渡海、砲台を設営する。
- 同年8月、単独攘夷の詰問使を載せた朝陽丸が抑留されると、吉田栄太郎らと共に朝陽丸の乗組員として派遣される。
- 1864年、奇兵隊に正式に入隊。
- 1865年、藩内戦の際、正木退蔵(東京職工学校の初代校長)らとともに、武力衝突を回避するため萩城下に結集した鎮静会議員に加わる。
- 1867年、兵学研究のため、藩命で長崎・米国へ留学。更にオランダに移り、アムステルダムの士官学校やデルフトの国立工科学校(現デルフト工科大学)へ留学。
- 1873年、帰国し、工部省に入省。工部省七等出仕に任じられた。
- 1874年2月、鉄道権助となり、大阪・茨木等に勤務し、京都～大阪間の鉄道建設に従事。このころ、俊徳と改名した。
- 1876年、大阪～神戸間の鉄道建設に従事し、これを完成させる。
- 1877年、工部省書記官に任ぜられる。同年、工技生養成所が設立され、鉄道局長井上勝やお雇い外国人トーマス・シャービントン、エドムント・ホルサムらと共に教鞭を執る。
- 1878年、逢坂山トンネルを着工、総監督を勤めた。
- 1880年、逢坂山トンネル完成。
- 1886年、工部権大技長および神戸建設神戸汽船課長となり、東海道本線(天竜川以西)・敦賀線(北陸本線米原～敦賀間)・関ヶ原線・尾張線・武豊線の工事を担当する。
- 1889年、東海道本線全通。
- 1890年、鉄道庁部長（第一部）に任ぜられる。なお、東海道本線の天竜川以東の建設を統括し、後に第2代鉄道庁長官となる松本荘一郎と同日の任命となった。
- 1893年、鉄道国有化問題で、46歳にして井上勝らと共に依願退職。
- 1923年、没、享年76。正四位。全久院 (豊橋市)に葬られる。

## 栄典
- 1890年（明治23年）10月8日 - 従四位[2]

## 逸話
- 松下村塾に入塾した当時、塾生の中では最年少であった。松陰からは「書を読むこと河の如し」と、その俊才ぶりを称賛されている。
- 豊橋に隠居した後は、明治天皇・大正天皇が関西行幸に際して豊橋駅にお召列車を停車させ、ホームに列立する飯田夫妻を車窓に招くのが例となっていたという。